# سوروتي
سوروتي (Σουρωτή) هي مدينة في ثيسالونيكي في مقاطعة فوريا إلادا في اليونان.